# Galaxy Fraulein Yuna
Galaxy Fraulein Yuna (銀河お嬢様伝説ユナ?, Ginga Ojōsama Densetsu Yuna) è un anime basato sull'omonimo videogioco sviluppato da Hudson Soft per PC Engine.
La protagonista della serie è la sedicenne Yuna Kagurazaka. La ragazza compare come personaggio giocante nel videogioco Saturn Bomberman.